# Dimitri Stein
Dimitri R. Stein (geboren am 24. Januar 1920 in Petrograd; gestorben am 27. Oktober 2018) war ein amerikanischer Ingenieur.

## Biographie
Stein, Sohn eines jüdischen Vaters, floh mit seiner Familie nach dem Sieg der Bolschewiki im Russischen Bürgerkrieg im Alter von fünf Monaten nach Deutschland. Da er als „Staatenloser“ nicht vom „Gesetz gegen die Überfüllung deutscher Schulen und Hochschulen“ betroffen war, konnte er 1938 an der Technischen Universität Berlin ein Studium der Elektrotechnik aufnehmen. 1942 erwarb er den Titel eines Diplom-Ingenieurs und begann auf der Basis der Diplomarbeit mit dem Schreiben seiner Dissertation. Nachdem er diese 1943 eingereicht hatte, wurde ihm beschieden, er sei ein „Mischling 1. Grades“ und werde daher nicht zur Promotion zugelassen. Ab 1944 wurde Stein von seinem wissenschaftlichen Betreuer Alfred Dennhardt bis zum Ende des Zweiten Weltkriegs in Niederbayern vor der Gestapo versteckt gehalten.
1946 gründete Stein mit Geschäftspartnern in Porta Westfalica die Firma Nordwind GmbH. Diese wurde kurz darauf mit der Errichtung einer Windkraftanlage auf der zu Hamburg gehörenden Insel Neuwerk beauftragt. Diese erste deutsche Windkraftanlage hatte drei Windblätter, die dem Rotor einen Durchmesser von 15 Metern verliehen und an einem 20 Meter hohen Mast befestigt waren. Hinter dem Hauptrotor befand sich noch ein Hilfsmotor zum Einstellen der optimalen Position im Wind.
Im Jahr 1947 emigrierte Stein in die Vereinigten Staaten. Dort schlug er zunächst an der North Dakota State University in Fargo eine akademische Laufbahn ein, um anschließend an das City College of New York zu wechseln. In New York City lernte er auch seine spätere Ehefrau Sophie kennen, eine aus Berlin stammende Simultandolmetscherin bei den Vereinten Nationen. Ab 1952 leitete er die amerikanische Vertretung des Kabelherstellers Hackethal (im Unternehmen Nexans aufgegangen). In dieser Funktion handelte er Lizenzvertragstexte mit der Sowjetunion aus, die dort in der Folge als Modell für alle Lizenzverträge mit westlichen Firmen dienten. 1962 wurde er bei Hackethal zum Prokuristen und Direktor befördert. Auf vielfältige Weise machte Stein sich um den transatlantischen Wissens- und Technologietransfer verdient. Mit seiner 1962 gegründeten Firma Cable Consultants Corporation vermittelte er europäisches Know-how aus dem Bereich Elektrotechnik an amerikanische Unternehmen. Für das Gmelin-Institut, dessen „Handbuch“ auf dem US-Markt stark nachgefragt wurde, fungierte er als Repräsentant, der Austausch und Vertrieb von technologischen Entwicklungen und Forschungsergebnissen förderte. Unter dem Namen Science Information Service, Inc. leitete er das Büro des Fachinformationszentrums Karlsruhe in den Vereinigten Staaten.
2006 trat Steins deutscher Freund und Geschäftspartner Gerhard Ziemek an die Technische Universität Berlin heran, um eine Rehabilitation des verhinderten Doktors anzuregen. Stein, der Ziemeks Vorstoß zunächst zweifelnd gegenüberstand, hatte bereits in den 50er Jahren eine entsprechende Anfrage gestellt, das Thema nach einer abschlägigen Antwort jedoch auf sich beruhen lassen. Ein halbes Jahrhundert später zeigte sich die Leitung der Fakultät für Elektrotechnik und Informatik nun aber betroffen und bot Stein an, seine Promotion nachzuholen, woraufhin dieser zustimmte. Der Inhalt der inzwischen verschollenen Dissertation konnte anhand eines 1943 in der Zeitschrift Elektrische Nachrichten-Technik erschienenen Artikels nachvollzogen werden, die Beurteilung durch die Gutachter orientierte sich am damaligen Stand der Wissenschaft. Nach erfolgreicher Verteidigung seiner Arbeit erhielt der 88-jährige Stein am 12. November 2008 von Universitätspräsident Kurt Kutzler seine Promotionsurkunde, mit der er zum Dr.-Ing. avancierte.

## Veröffentlichungen
- Windkraftanlagen in Dänemark / von can. ing. D. Stein. Reichsarbeitsgemeinschaft „Windkraft“